# Lampadocorys
Lampadocorys is een geslacht van uitgestorven zee-egels uit de familie Holasteridae.

## Soorten
- Lampadocorys sulcatus (Cotteau, 1873) † Cenomanien, Frankrijk en Duitsland.
- Lampadocorys ennisi Smith & Wright, 2003 † Cenomanian, Verenigd Koninkrijk.
- Lampadocorys airaghii Lambert,  † Scaglia, Boven-Krijt, Italië.
- Lampadocorys dallagoi (Airaghi, ) † Scaglia, Boven-Krijt, Italië.
- Lampadocorys cotteaui (Seunes, 1889) † Maastrichtien, Pyreneeën.
- Lampadocorys palaeocenicus (Smith & Gallemi, 1999) † Paleoceen, Spanje.